# Alsnö hus
Alsnö hus är ruinen efter ett medeltida palats från 1200-talet på Adelsö i Mälaren. Alsnö hus hör till området Hovgården och tillsammans med Birka är det ett Unesco-världsarv sedan 1993.

## Historia
När Hovgården omnämns första gången i de medeltida källorna år 1200 betecknas kungsgården som "mansionem regiam Alsnu", det vill säga ett hus av mer än ordinär storlek. Drygt 70 år senare lät Magnus Ladulås ersätta detta med ett ståtligt sommarpalats i tegel (enligt vissa källor var byggherren Valdemar Birgersson, men Magnus tog snabbt över huset). Av vad som framgått tidigare var det här på Alsnö hus som samme kung vid en herredag 1280 genom den så kallade Alsnö stadga instiftade ett riddarstånd vilket innebar att adeln därmed avgränsades som samhällsklass.
Till skillnad mot tidens ofta välbefästa borgar var Alsnö hus byggt närmast som ett lustslott inrättat mer för bekvämlighet än försvar. Magnus Ladulås och senare hans son Birger Magnusson vistades också ofta här ute under sommarhalvåret. De kungabrev som finns från denna tid och kan härledas från Adelsö är daterade 1279, 1280, 1281, 1284, 1286, 1288, 1297, 1303 och 1304. Alla breven är daterade under sommaren, det tidigaste den 15 maj och det senaste den 7 oktober. 

### Slutet för Alsnö hus
Redan i slutet av 1300-talet mötte dock Alsnö hus sin undergång. Möjligen brändes det ned vid ett överfall av vitaliebröderna, det vill säga de mecklenburgska kapare som vid denna tid härjade i Östersjön för att försöka återge kung Albrekt den svenska tronen som han efter slaget vid Åsle 1389 förlorat till drottning Margareta. Vid utgrävningen av ruinen 1916-1918 visade sig nämligen kullen vara översållad med armborstpilspetsar. Idag återstår endast delar av grundmurarna på en kulle vid stranden nordöst om Adelsö kyrka.

## Bilder

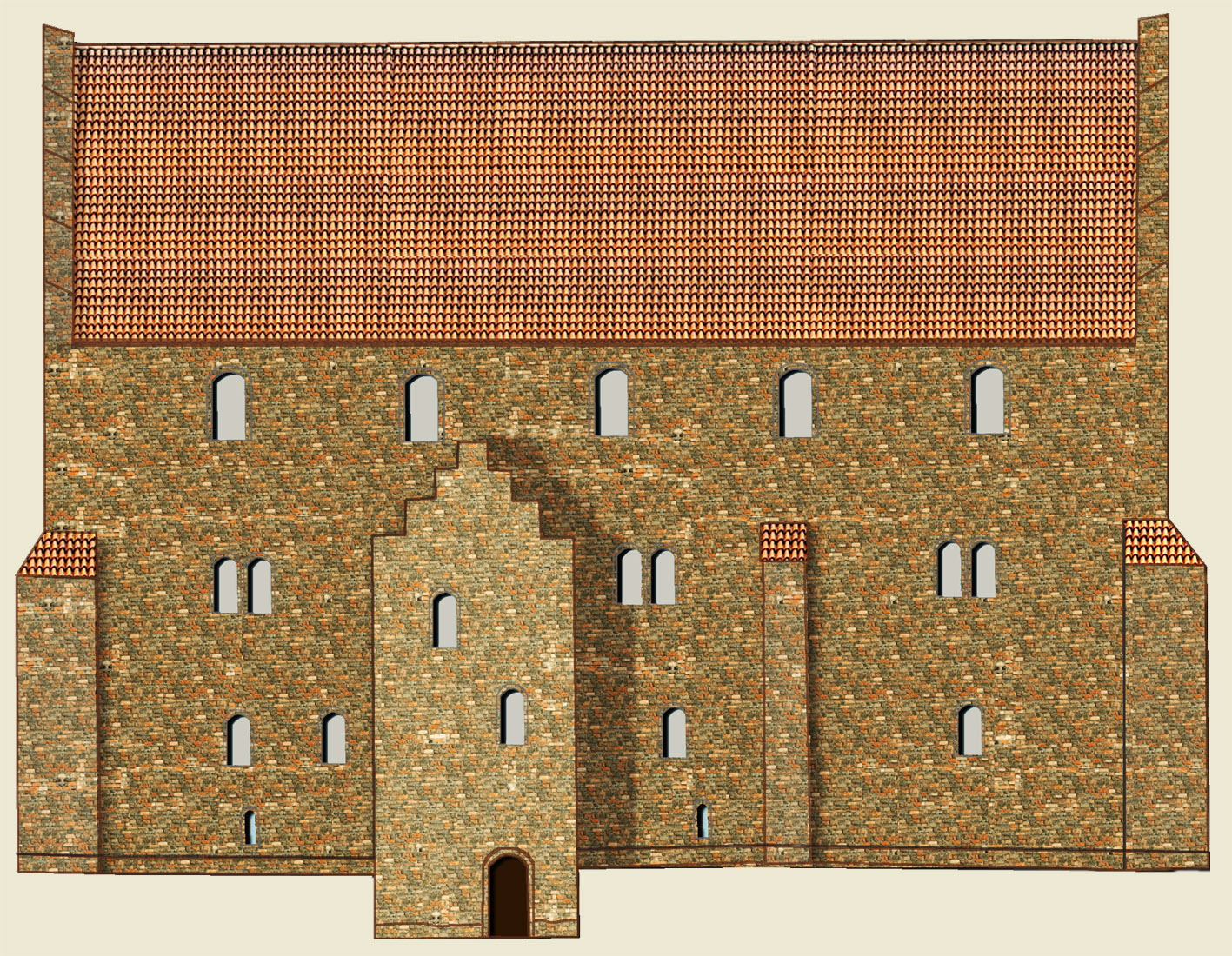
Rekonstruktion av Alsnö hus, utseende omkring 1280.
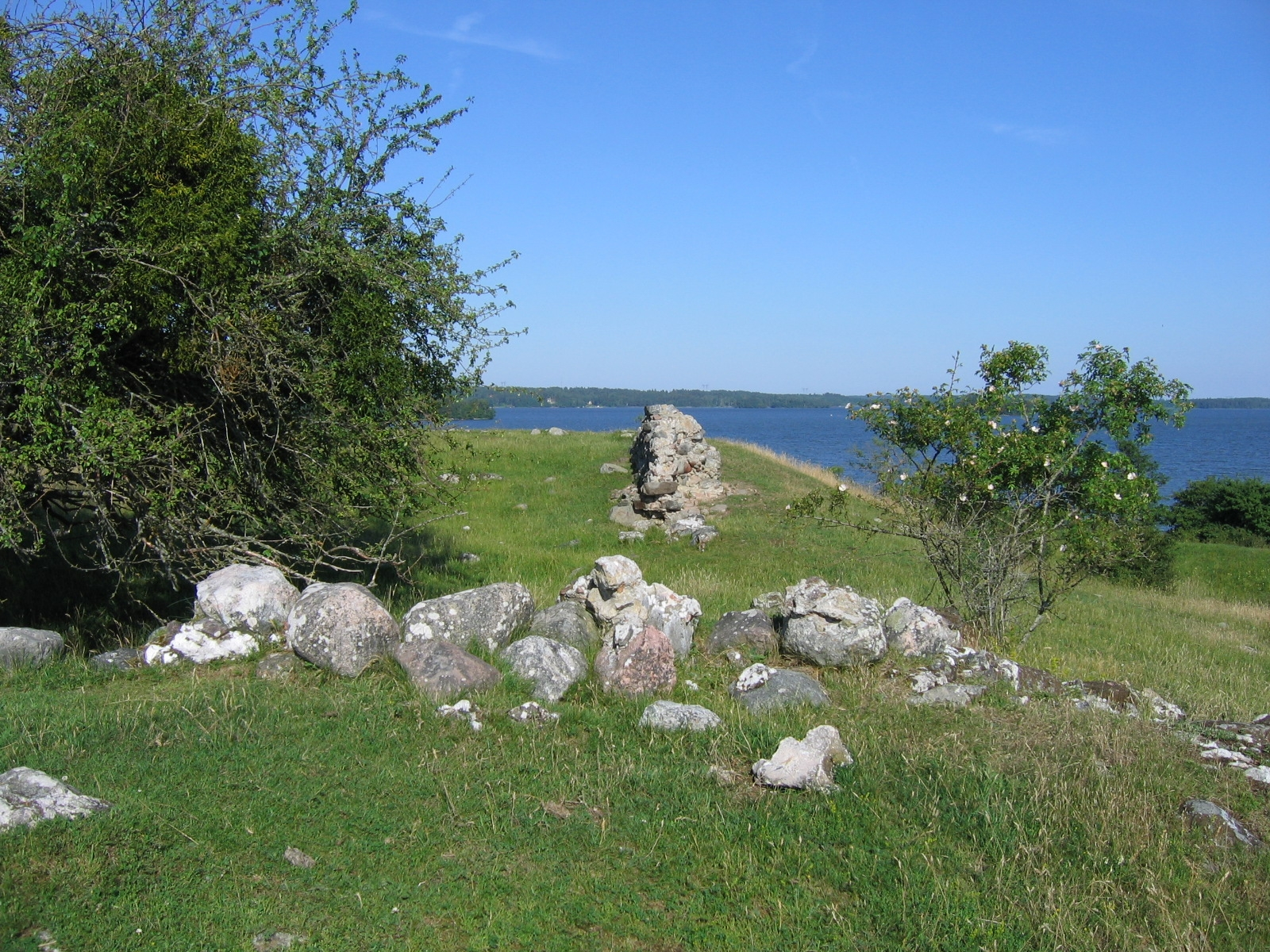
Alsnö hus ruiner, Adelsö
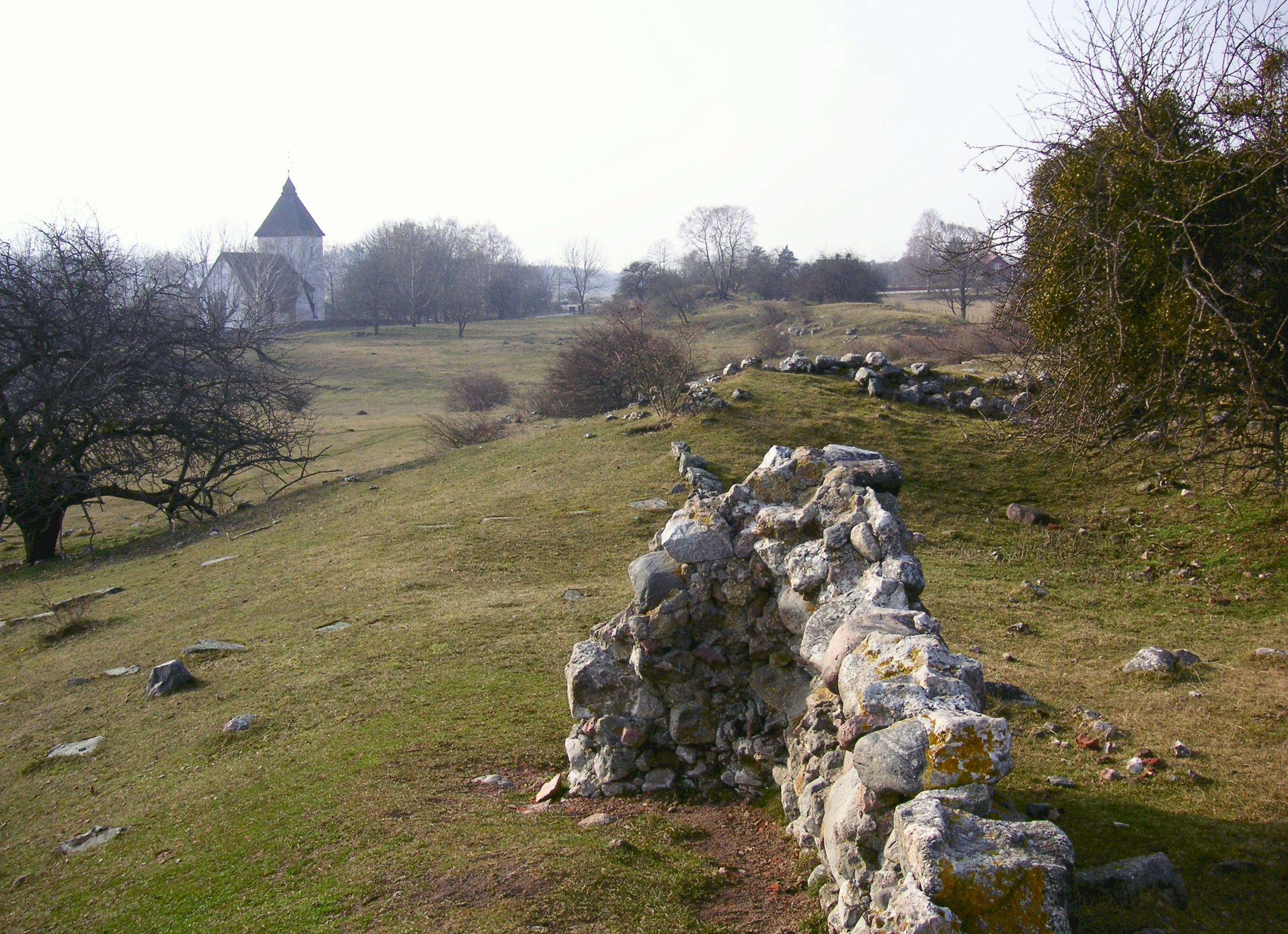
Alsnö hus ruiner med Adelsö kyrka
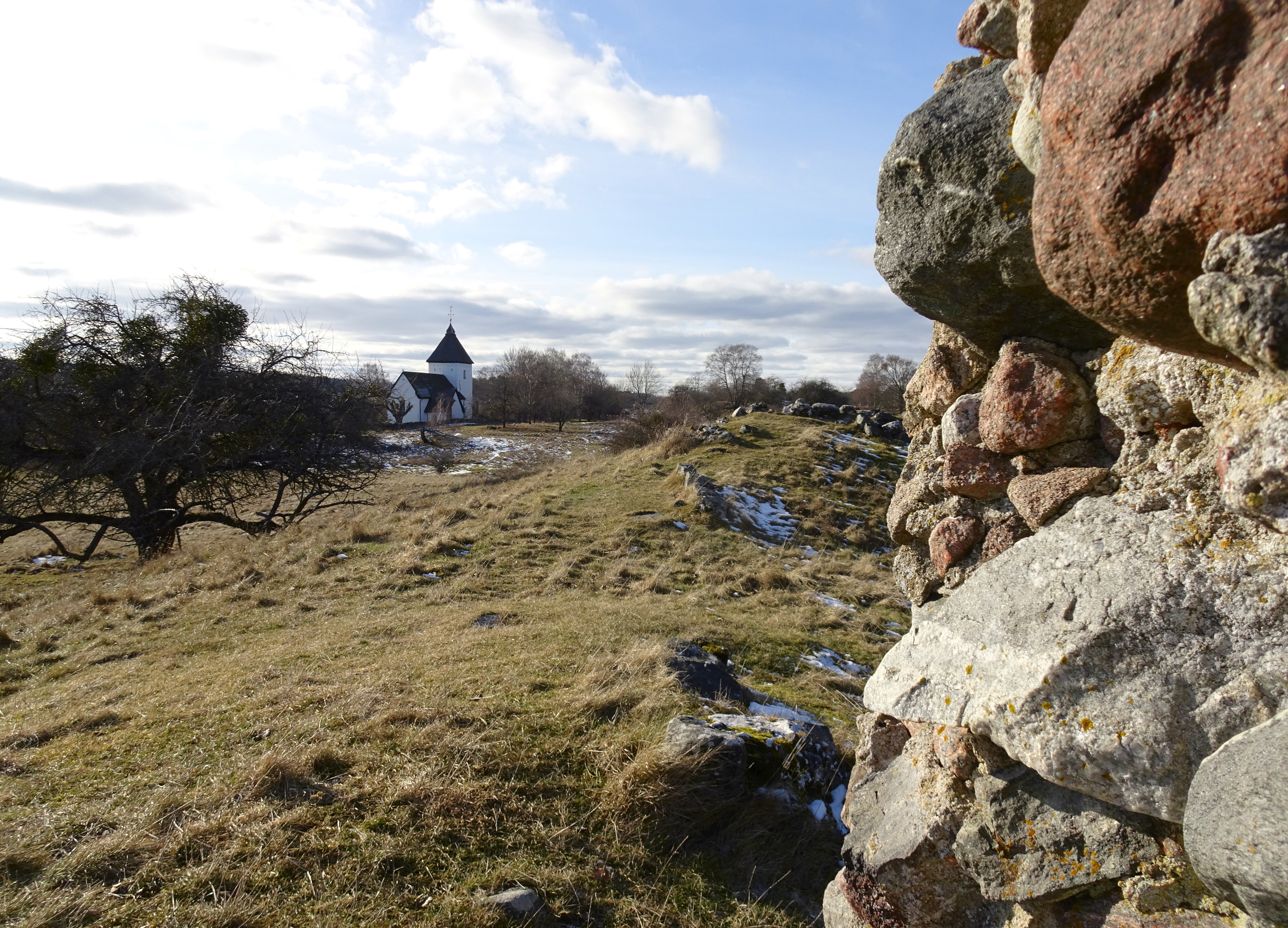
Alsnö hus ruiner med Adelsö kyrka
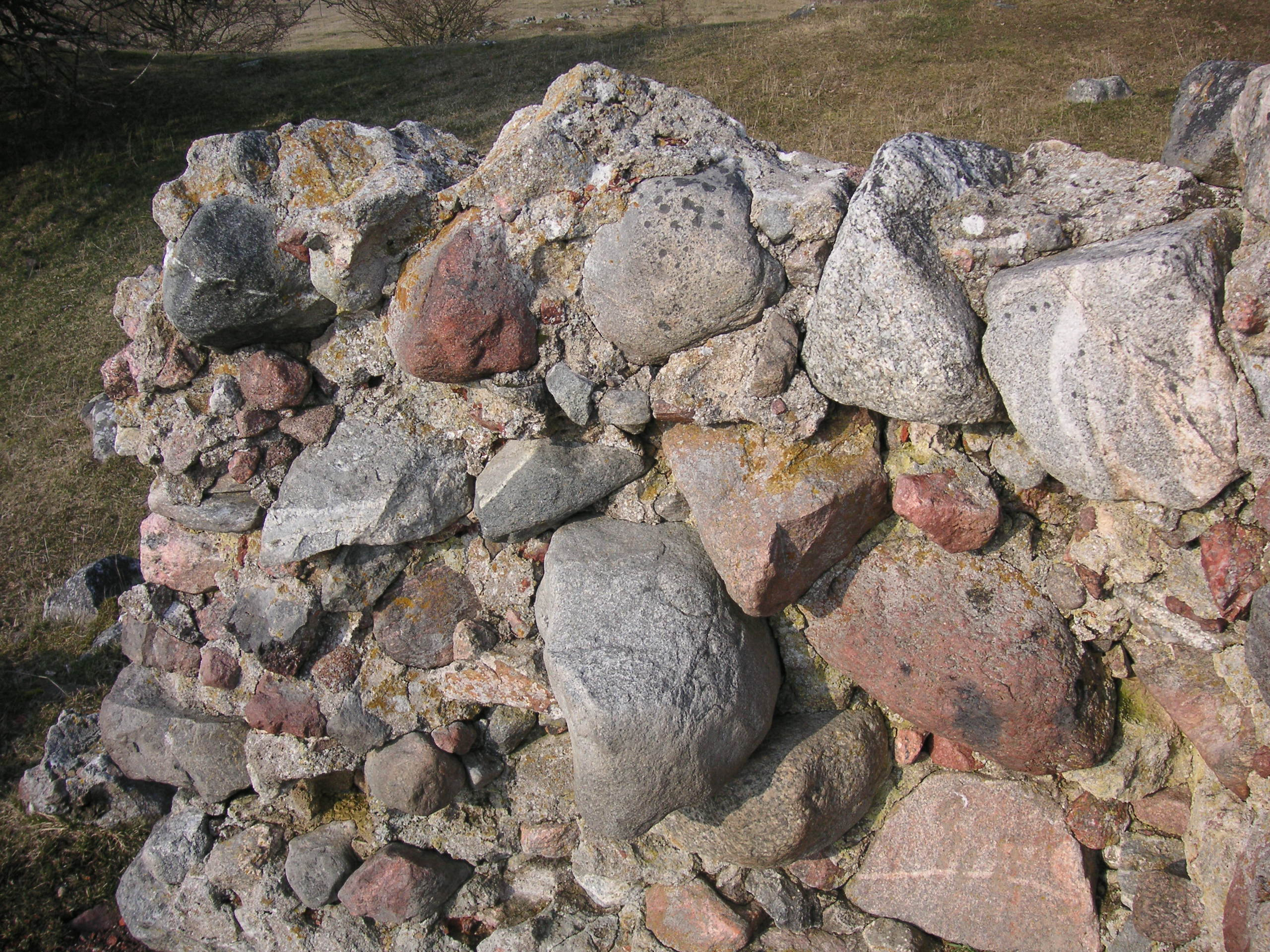
Alsnö hus, murrester
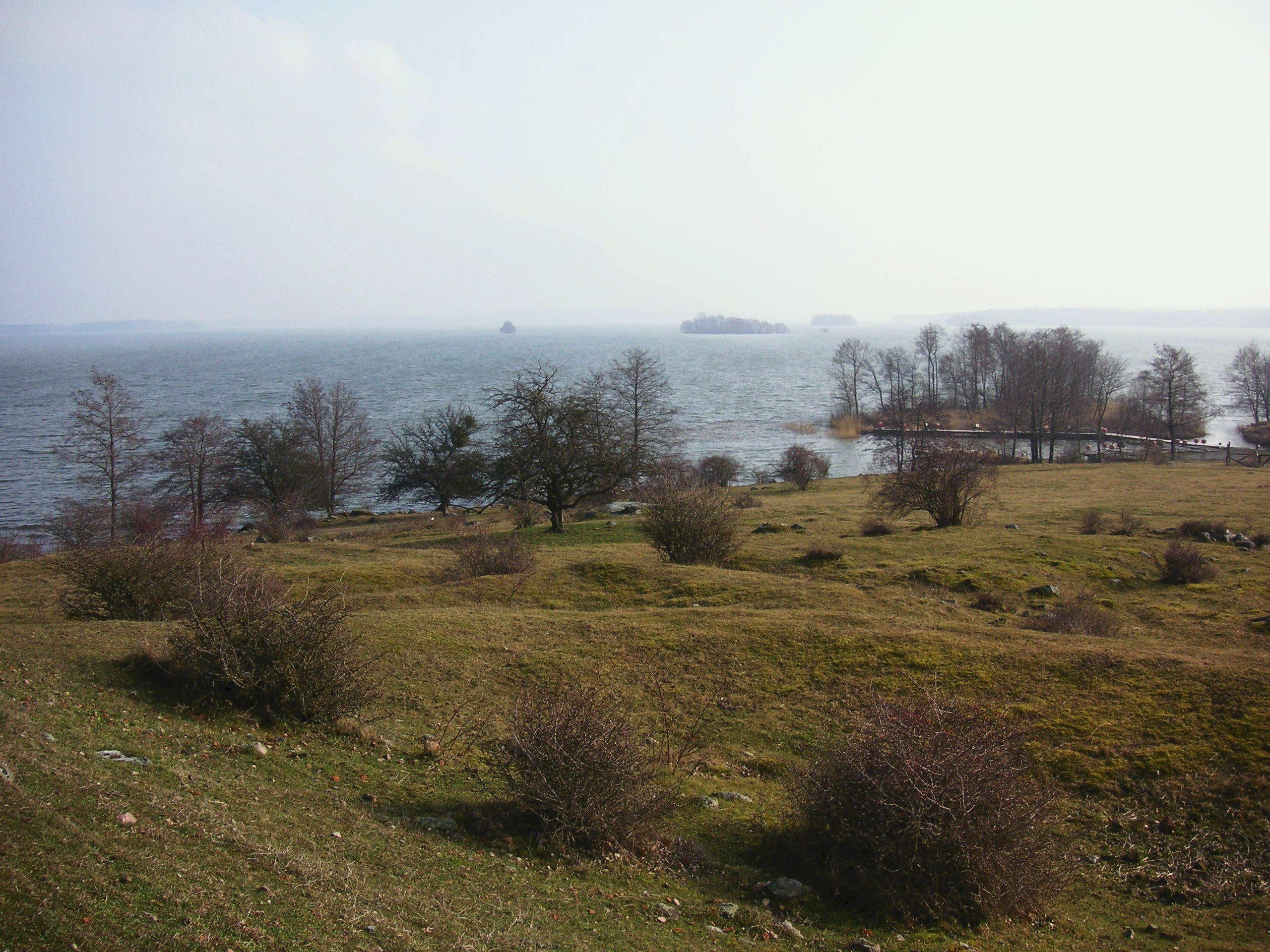
Utsikt med Björkö i bakgrunden t.h.